# Alexander L. Ringer
Alexander Lothar Ringer (* 3. Februar 1921 in Berlin; † 3. Mai 2002 in Lansing, Michigan) war ein deutsch-amerikanischer Musikwissenschaftler und Hochschullehrer.

## Leben
Ringer überlebte das KZ Bergen-Belsen, wo er 1943 bis 1944 interniert war, und emigrierte 1947 nach New York. An der dortigen New School for Social Research erwarb er 1948 einen M.A. in Soziologie und Psychologie und studierte anschließend Musikwissenschaft, insbesondere bei Paul Henry Lang am City College der Columbia University, wo er 1955 promoviert wurde.
Danach lehrte Ringer unter anderem an der University of California, Berkeley, und an der University of Oklahoma, bevor er 1958 an die University of Illinois at Urbana-Champaign wechselte, wo er 1963 zum ordentlichen Professor ernannt wurde. Ab 1963 leitete er dort sechs Jahre die Abteilung für Musikwissenschaft und anschließend die Graduierten- und Berufsstudiengänge der Hochschule. 1991 schied Ringer aus der Universität aus.
Ringer war daneben Gastprofessor an der Eastman School of Music (1974), der Universität Tel Aviv (1983) und der Universität Heidelberg (1983). 
Schwerpunkte seiner wissenschaftlichen Arbeit waren Leben und Werk von Arnold Schönberg, Kurt Weill, Ludwig von Beethoven, Gustav Mahler, George Rochberg und Zoltán Kodály. Daneben war Ringer auch als Chorleiter tätig.

## Schriften (Auswahl)
- The Chasse: Historical and Analytical Bibliography of a Musical Genre, New York 1955 (Diss.)
- Über die musikalische Rede bei Beethoven und Schönberg, in: Die Sprache der Musik. Festschrift Klaus Wolfgang Niemöller zum 60. Geburtstag, hrsg. von Jobst Peter Fricke, Regensburg: Bosse 1989, S. 451–458
- Arnold Schoenberg. The Composer as Jew, Oxford: Oxford University Press 1990
- Musik als Geschichte. Gesammelte Aufsätze, hrsg. von Albrecht Riethmüller und Steven M. Whiting, Laaber: Laaber 1993
- mit Albrecht Riethmüller und Carl Dahlhaus (Hrsg.), Ludwig van Beethoven. Interpretationen seiner Werke, Laaber: Laaber 1994 – 4. Aufl. 2017; ISBN 978-3-89007-304-0
- Salomon Sulzer – zwischen Emanzipation und Exotik, in: Festschrift Christoph-Hellmut Mahling zum 65. Geburtstag, hrsg. von Axel Beer, Tutzing: Schneider 1997, Band 2, S. 1135–1142
- Arnold Schönberg. Das Leben im Werk, Stuttgart und Kassel: Metzler und Bärenreiter 2002